# Bulbophyllum alboroseum
Bulbophyllum alboroseum là một loài phong lan thuộc chi Bulbophyllum.